# Šarce
Šarce (cyr. Шарце) – wieś w Serbii, w okręgu jablanickim, w gminie Lebane. W 2011 roku liczyła 76 mieszkańców.